# 山田仙之助
山田 仙之助（やまだ せんのすけ、1876年（明治9年）11月19日 - 1947年（昭和22年）3月1日）は、明治から昭和前期の実業家、政治家。貴族院多額納税者議員。

## 経歴
石川県今立郡中野村（福井県今立郡中野村、中河村中野を経て現鯖江市）で、油商・山田仙太郎の長男として生まれた。1887年（明治20年）3月、修道尋常小学校を卒業。家業の菜種油・桐油製造販売、石油・肥料販売に従事。1918年（大正7年）2月、父の隠居により家督を相続した。
福井県下で羽二重の製織が流行し、1905年（明治38年）家業を機業に転換。1906年（明治39年）丹生郡朝日町（現越前町）、今立郡鯖江町（現鯖江市）、同郡北新庄村（現越前市）などに分工場を設けた。1910年（明治43年）力織機を考案して販売し、1911年（明治44年）県下初の自家電気の工場へ導入を実施。1919年（大正8年）県下初の人絹織物製造を始め、1934年（昭和9年）朝鮮に支店、染織工場を設置した。山田織物代表取締役、福井染色取締役、南越酒造取締役、南越鉄道監査役などを務め、また、福井県織物同業組合長、同織物工業協同組合理事長、同織物協会長、日本人造絹織物工業組合連合会理事などに在任した。
政界では、1927年（昭和2年）9月、福井県会議員に選出され、1期4年間在任した。この間、1929年（昭和4年）12月17日から1931年（昭和6年）10月15日まで副議長を務めた。1936年（昭和11年）、福井県多額納税者として補欠選挙で貴族院多額納税者議員に互選され、同年11月28日に就任し、1939年（昭和14年）9月28日まで1期在任した。この間、研究会に所属した。
また、社会公共のため多額の寄付を行った。1947年2月に病のため自宅療養となったが、同年3月に死去した。